# Josephson
Denna artikel handlar om den svenska släkten med namnet Josephson. För andra personer med samma eller liknande efternamn se Josefsson.

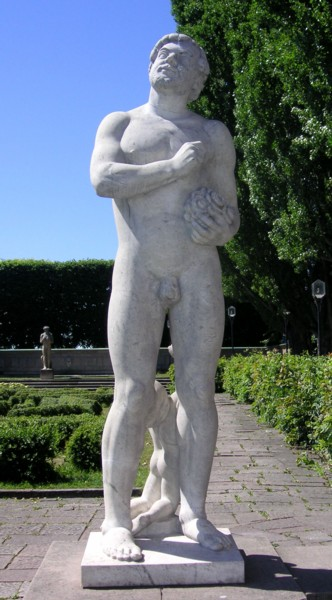
Ernst Josephson, skulptur av Carl Eldh.

Josephson är en svensk släkt med anor från Polen och Tyskland. Den 31 december 2013 var 345 personer med detta namn och denna stavning bosatta i Sverige, men alla tillhör inte denna släkt. Namnet var ursprungligen ett patronymikon med betydelsen Josephs son och bärs därför av flera släkter utan relation till varandra.
Stamfar till den svenska släkten var Joseph Elias Peiser (1708–1757) från Pyzdry (Peisern på tyska) i Polen och lärare vid mosaiska församlingens skola i Prenzlau i Tyskland (Brandenburg).
Hans son David Josephson utvandrade till Sverige 1780, medan dennes äldre halvbror Elias Peiser var far till Abraham Josephson som flyttade till Sverige 1795. Den senare tog alltså namnet Josephson efter sin farfar, medan hans barn från 1817 i sin tur kallade sig Elliot efter sin farfar Elias.

## Personer i Sverige med efternamnet Josephson
- Aksel Josephson (1860–1929), biblioteksman
- Axel Josephson (1868–1934), advokat
- Anders Josephson (1923–2003), bokhantverkare och målare
- Barbro Josephson (1920–1975), journalist
- Carl David Josephson (1858–1939), läkare och professor
- Carl Olof Josephson (1921–2002), bokhandlare och chefredaktör
- David Josephson (1750–1838), handelsman och lärare
- Edvard Josephson (1825–1882), musikhandlare och hotellägare
- Erik Josephson (1864–1929), arkitekt
- Erland Josephson (1923–2012), skådespelare, regissör, författare och teaterchef
- Ernst Josephson (1851–1906), konstnär, målare och poet
- Fanny Josephson (född 1967), skådespelare
- Gunnar Josephson (1889–1972), bokhandlare
- Herman Josephson (1866–1953), företagsledare
- Hjalmar Josephson (1862–1928), grosshandlare
- Hugo Josephson (1877–1967), målare
- Jacob Axel Josephson (1818–1880), tonsättare
- John Josephson (1866–1940), grosshandlare och konstsamlare
- Kalle Josephson (född 1978), skådespelare
- Karl Josephson (1900–1986), kemist och byråchef
- Lennart Josephson (1908–1987), litteraturhistoriker och författare
- Ludvig Josephson (1832-1899), teaterdirektör och dramatiker
- Ludvig Josephson (född 1963), teaterregissör
- Mary Hammarfeldt-Josephson (1840–1890), skådespelare
- Olle Josephson (född 1950), professor i nordiska språk
- Olof Josephson (1870–1934), skolman
- Per Josephson (född 1971), konstnär och författare
- Ragnar Josephson (1891–1966), konsthistoriker, författare och teaterchef
- Rebecka Josephson (född 2003), barnskådespelare
- Staffan Josephson (född 1949), kemist
- Torsten Josephson (1901–1967), arkitekt
- Wilhelm Josephson (1827–1917), manufakturhandlare
- Wilhelm Josephson (1901–1978), grosshandlare
- Wilhelmina Josephson (1816–1906), pianist och pianopedagog
- Åke Josephson (1919–1958), lingvist, docent i latin
- Jens Josephson (född 1971), professor i finansiell ekonomi

## Släktträd i urval
Elias Joseph Peiser (1708–1757), lärare i Prenzlau, stamfar med förnamnet Joseph
- Elias Peiser (1732–1811), skyddsjude i Prenzlau
  - Abraham Josephson (1770–1825), ekonomidirektör vid Krigsakademien på Karlberg
    - barnen tog 1817 efternamnet Elliot
- David Josephson (1750–1838), affärsman, skollärare i Stockholm
  - Joseph Josephson (1783–1830), handelsbokhållare, Stockholm 
    - Gustaf Samuel Josephson (1829–1907), grosshandlare, Stockholm
      - Gustav-Adolf Josephson (1876–1963), handelsagent, Stockholm
        - Bengt Josephson (1914–2005), tekn. lic., Unesco-rådgivare

  - Salomon Josephson (1784–1834), grosshandlare
    - Semy Josephson (1814–1861), grosshandlare
      - Ernst Josephson (1851–1906), konstnär, målare och poet

    - Wilhelmina Josephson, gift Schück (1816–1906), konsertpianist
    - Jacob Axel Josephson (1818–1880), tonsättare
      - Aksel Josephson (1860–1929) biblioteksman
      - Olof Josephson (1870–1934), docent i mekanik, skolman
        - Karl Josephson (1900–1986), kemist, byråchef

    - Martin Meyer Josephson (1821–1885), målare och fotograf
    - August Josephson (1822–1867), grosshandlare
      - Hjalmar Josephson (1860–1928), grosshandlare
        - Bertil Josephson (1902–1978), överläkare
        - Gunhild Josephson (1905–1996), gift med Gösta Graffman, hovrättslagman
          - Göran Graffman (1931–2014), regissör, gift med Maj-Britt Lindholm, sedan med Monica Nordquist, båda skådespelare

        - Lennart Josephson (1908–1987), litteraturvetare
          - Staffan Josephson (född 1949), kemist, professor

      - Erik Josephson (1864–1929) arkitekt, farfar till
        -           - Hans Josephson, (född 1927), VD för Svenska Maskinverken

      - Victor Mauritz Josephson (1861–1898), bokhandlare
        - Gunnar Josephson (1889–1972), bokhandlare
          - Åke Josephson (1919–1958), docent i latin, gift med Barbro Josephson, DN-journalist (dotter till Simon Brandell och Elin Brandell)
            - Olle Josephson (född 1950), språkvetare

          - Carl Olof Josephson (1921–2002), bokhandlare
          - Erland Josephson (1923–2012), skådespelare, teaterchef, varit gift med Kristina Adolphson, skådespelare
            - Charlotta Larsson (född 1957) (mor Barbro Larsson), skådespelare, regissör, varit gift med Thomas Holéwa, filmklippare
            - Ludvig Josephson (född 1963), teaterregissör
            - Fanny Josephson (född 1967), skådespelare

        - Ragnar Josephson (1891–1966), konsthistoriker, författare och teaterchef
          - Harriet Alfons, född Josephson (född 1923), översättare och förläggare, gift med Sven Alfons (1918–1996), poet och konstvetare

        - Vera Rosenberg (1894–1986), gift med Hilding Rosenberg, tonsättare

    - Edvard Josephson (1825–1882), musikhandlare och hotellägare
      - Carl David Josephson (1858–1939), läkare, professor i obstetrik och gynekologi

    - Wilhelm Josephson (1827–1917), textilhandlare
      - Lisen Bonnier, född Josephson (1861–1952), gift med Karl Otto Bonnier (1856–1941), bokförläggare
        - Tor Bonnier (1883–1976), förläggare, gift 2) med Tora Nordström, författare
        - Elin Larsson (1884–1980), gift med Yngve Larsson, borgarråd
        - Åke Bonnier den äldre (1886–1979), förläggare
        - Greta Berg (1887-1976), gift med Tor Berg, historiker
        - Gert Bonnier (1890–1961), professor
        - Kaj Bonnier (1901–1970), förläggare

      - Anna Josephson (1863–1947), gift 1884–1897 med Ernest Thiel (1859–1947), finansman och konstsamlare
        - Signe Thiel (1885–1969), gift med Axel Olof Strange och sedan med Folke Henschen
        - Carin Thiel (1889–1963), gift med Sven Lidman, författare, och sedan med Ragnar Östberg, arkitekt
        - Olof Thiel (1892–1978), direktör

      - John Josephson (1866–1940), grosshandlare och konstsamlare
        - Wilhelm Josephson (1901–1978), grosshandlare

    - Ludvig Josephson (1832–1899), teaterdirektör och dramatiker

### Oplacerade
- Albert Josephson (1826–1924), grosshandlare, gift med Sara Nachmanson
  - Herman Josephson (1866–1953), företagsledare, gift med Hilma Heineman[3]
    - Max Arne Josephson (1902–2001), affärsman
      - Birger Josephson (född 1928), läkare[4]
        - Agneta Josephson (född 1957), dramapedagog
          - Kalle Josephson (född 1978), skådespelare
- Herman Josephson (1838–1930), grosshandlare, Göteborg, gift med Emilie Ansbach
  - Nathan Erik Josephsson (1866–1937), grosshandlare, Göteborg, gift med Sigrid Heineman (syster till Hilma Heineman, ovan)
    - Hakon Josephsson (1899–1984), företagsledare, Stockholm

## Se även

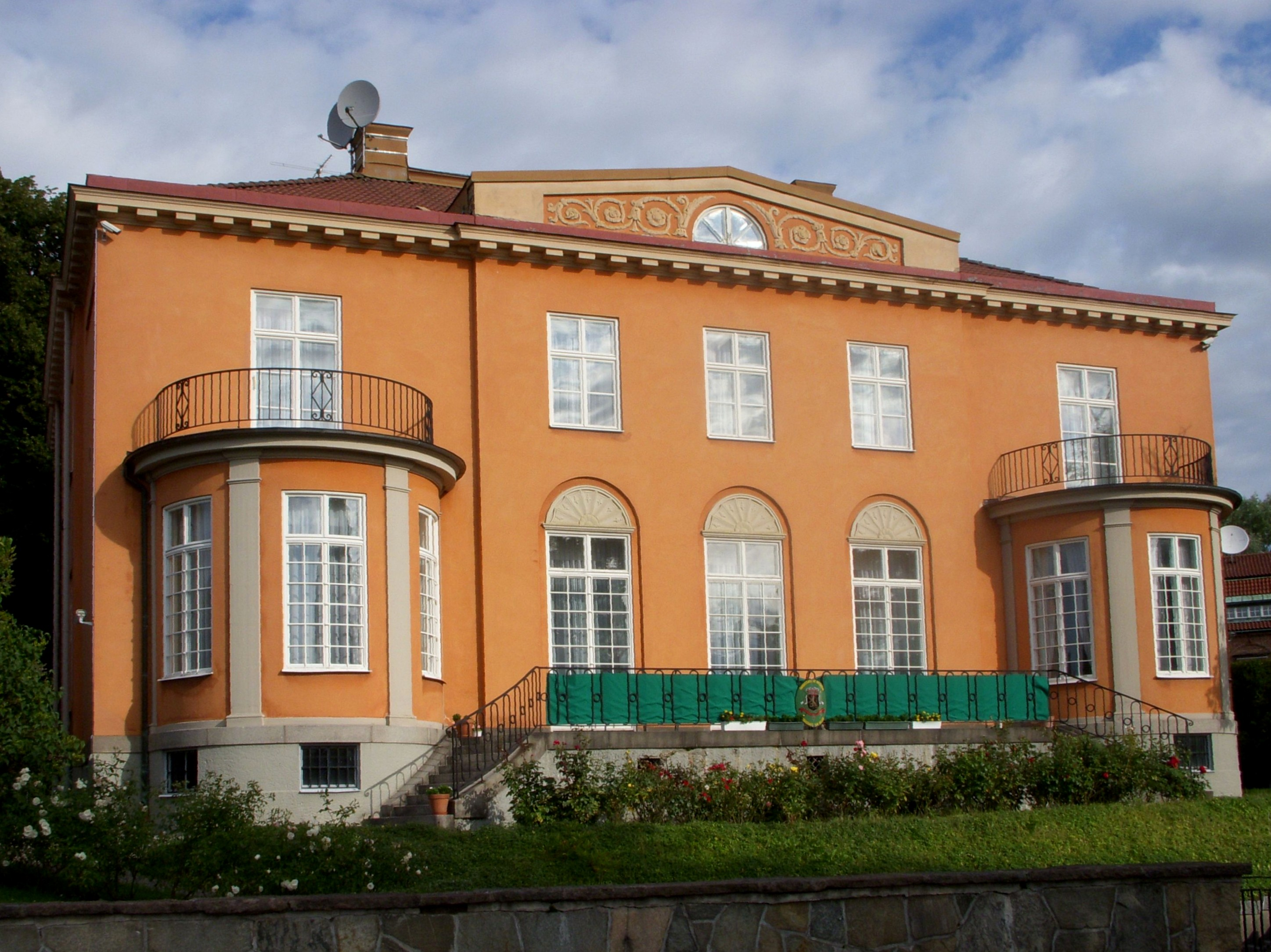
Villa Josephson.